# La Revilla y Ahedo
La Revilla y Ahedo es un municipio situado en la provincia de Burgos, comunidad autónoma de Castilla y León (España), comarca de Sierra de la Demanda, partido judicial de Salas de los Infantes. 

## Geografía
Integrado en la comarca de Sierra de la Demanda, su capital, La Revilla, se sitúa a 55 kilómetros de Burgos. El término municipal está atravesado por la carretera nacional N-234, en el pK 440, por la carretera local que une La Revilla con Ahedo, y por un tramo de la carretera que conecta Barbadillo del Mercado con Contreras. 
El relieve del municipio está definido por el valle del río Arlanza y las montañas que lo limitan, destacando al suroeste la Peña de San Carlos (1454 metros) y al sur la Peña de Carazo (1403 metros). La altitud oscila entre los 1454 metros (Peña de San Carlos), en el límite con Contreras, y los 930 metros a orillas del río Arlanza. La capital municipal, La Revilla, se alza a 943 metros sobre el nivel del mar. 
| Noroeste: Barbadillo del Mercado y Cabeza Alta | Norte: Barbadillo del Mercado y Comunidad de Barbadillo del Mercado, La Revilla y Ahedo y Pinilla de los Moros | Nordeste: Salas de los Infantes |
| Oeste: Cabeza Alta y Contreras                 | | Este: Salas de los Infantes y Comunidad de Barbadillo del Mercado, La Revilla y Ahedo, Salas de los Infantes y Villanueva de Carazo |
| Suroeste: Soncarazo y Contreras                | Sur: Soncarazo                                                                                                 | Sureste: Villanueva de Carazo |

## Fiestas
Este conjunto de municipios cuenta con tres fiestas repartidas en los meses centrales del verano. La primera de estas tres fiestas son las de "San Esteban" las cuales coinciden con el primer fin de semana de agosto y son más celebradas en el municipio de Ahedo de la sierra, ya que estas fiestas son las que les corresponden a este.
En segundo lugar y más importantes son la fiestas de "Nuestra señora de la Vega", que son las fiestas principales del La Revilla y suele coincidir con el último fin de semana del mes de agosto. Estas fiestas suelen tener una duración aproximada de una semana, en las cuales se realizan actividades de todos tipos y para todos lo públicos de mano del Ayuntamiento del municipio y de la asociación cultural que coge el mismo nombre que el de las fiestas de esta semana.

## Demografía
Revilla y Ahedo cuenta con una población de 101 habitantes (INE 2024).
| Gráfica de evolución demográfica de Revilla y Ahedo entre 1877 y 2021 |
| |
| Población de derecho según los censos de población del INE. Población de hecho según los censos de población del INE.En estos censos se denominaba Revilla, La: 1887, 1897, 1900, 1910, 1920, 1930, 1940, 1950, 1960, 1970, 1981 y 1991. Entre el censo de 1877 y el anterior, aparece este municipio porque se segrega del municipio Salas de los Infantes. |

| 1991 |  | 1996 |  | 2001 |  | 2004 |
| ---- |  | ---- |  | ---- |  | ---- |
| 133  |  | 130  |  | 125  |  | 125  |